# GABRR1
La subunidad rho-1 del receptor del ácido gamma-aminobutírico es una proteína que en los seres humanos está codificada por el gen GABRR1. 
GABA es el principal neurotransmisor inhibidor en el cerebro de los mamíferos donde actúa en los receptores GABA, que son canales de cloruro activados por ligandos. GABRR1 es un miembro de la familia de subunidades rho. Como uno de los principales neurotransmisor inhibidores en el cerebro de los vertebrados, media la inhibición neuronal uniéndose al receptor GABAA / benzodiazepina y abriendo un canal de cloruro integral. El receptor Rho-1 GABA podría desempeñar un papel en la neurotransmisión retiniana.